# سپر ملی
سپر ملی (به انگلیسی: Rashtra Kavach Om) فیلمی هندی محصول سال ۲۰۲۱ و به کارگردانی کاپیل ورما است. در این فیلم بازیگرانی همچون آدیتیا روی کاپور، سانجانا سنگهی، جکی شروف، اشوتوش رانا، پراکاش راج و پارچی شاه پاندیا ایفای نقش کرده‌اند.